# Romanca
Romanca je epsko-lirska pesem, ki se dogaja v srednjem veku in pripoveduje o junaštvih vitezov, o dogajanju na gradu, o lepoti viteških žena ... Konec je po navadi pomirljiv. 
Romanca je daljša lirsko-epska pesem španskega izvora. Opeva viteška junaštva in ljubezen do viteških dam. Zaključek je pomirljiv. Zgrajena je iz različno dolgih kitic. Verz je četverostopični trohej oz. španski osmerec. Zanjo je značilna asonanca (samoglasniški stik). 
Romanca je tudi krajša vokalna ali inštrumentalna skladba lirskega značaja, v kateri prevladujejo izrazne melodične linije. Prve kompozicije s tem naslovom so se pojavile v 16. stoletju in so bile pretežno epskega značaja, podobnega baladi. Tematika prvih romanc je vzeta iz življenja vitezov, kasneje pa je romanca postala sinonim za nežne ljubezenske pesmi. V Zahodni resni glasbi so najslavnejše romance začele nastajati v klasicizmu (Mozart: Romanca v Klavirskem koncertu, d mol, KV. 476), Beethoven: Dve romanci za violino in orkester (op. 40 in op. 50), sicer pa so najbolj vzcvetele v obdobju glasbene romantike (Čajkovski, Schumann, Sarasate, Mendelssohn, itd.).
Romanca je tudi krajša skladba v kateri pesnik opisuje razne boje, ljubezen ipd.